# Jaebetz
Jaebetz è una frazione del comune tedesco di Fincken, nel Meclemburgo-Pomerania Anteriore.

## Storia
Jaebetz costituì un comune autonomo fino al 1º gennaio 2010.